# The White Stripes
The White Stripes war eine Rockband aus Detroit, USA. Sie gehörte zu den bekanntesten Vertretern des Garage Rocks.

## Geschichte

### Vorgeschichte
Der Gitarrist und Sänger Jack White sowie die Schlagzeugerin, Perkussionistin und gelegentliche Sängerin Meg White gaben sich als Geschwister aus, waren aber von September 1996 bis März 2000 verheiratet.
In früheren Musikprojekten betätigte sich Jack White als Schlagzeuger und wechselte erst später zur Gitarre. Die erste Band, in der er als Gitarrist spielte, war Two Part Resin. Nachdem Dominic Suchyta die Drei-Mann-Band verlassen hatte, blieben nur noch Jack White und Brian Muldoon übrig. Die beiden spielten als Duo von Ende 1993 bis 1996, nur Gitarre und Schlagzeug. Als auch Muldoon das Interesse an der Band verlor, begann Meg White, Schlagzeug zu lernen.

„Als sie anfing, mit mir Schlagzeug zu spielen, fühlte es sich befreiend und erfrischend an. Es war etwas darin, das mich geöffnet hat.“

### 1997: Anfangsjahre
White Stripes wurde schließlich im Jahr 1997 gegründet. Ihren ersten Auftritt hatten sie am 15. August 1997 im Gold Dollar in Detroit, auf einer Veranstaltung für Newcomer, bei der nur 10 bis 15 Leute anwesend waren. Der Auftritt kam sehr gut an, was Jack White vor allem auf Meg Whites simplizistisches Schlagzeugspiel zurückführte. Zu dieser Zeit spielte er noch in zwei anderen Bands (2 Star Tabernacle und The Go), da die White Stripes jedoch in der Detroiter Szene immer bekannter wurden, entschloss sich Jack White, die anderen beiden Bands zu verlassen, um sich vollends auf die Stripes zu konzentrieren. 1998 brachte die Band ihre ersten beiden Singles auf dem Independentlabel Italy Records heraus. Zu dieser Zeit definierten sie den unverwechselbaren Stil der White Stripes: rot-weiß-schwarze Kleidung. Mit diesem einfachen Trick schafften sie es, sofort die Aufmerksamkeit auf sich zu ziehen. In den Jahren 1999 und 2000 erschienen auf dem Label Sympathy For The Record Industry die Alben The White Stripes und De Stijl (letzteres benannt nach der gleichnamigen niederländischen Künstlervereinigung) sowie eine Reihe Vinyl-Singles. Obwohl sie zusammen mit Pavement und Sleater-Kinney auf Tournee gingen, blieben sie nicht viel mehr als eine lokale Berühmtheit.

### 2002: Erfolge
Im Zuge der Hype-Welle um Retro-Bands im Jahre 2002 wurde das Ende 2001 veröffentlichte Album White Blood Cells ihr erster großer Erfolg, mit dem sie auch international bekannt wurden; nachdem das Album im Jahre 2002 auch auf CD erschien, wurden über eine Million Exemplare weltweit verkauft.
Der Nachfolger Elephant (2003) brachte den Stripes nun den kommerziellen Durchbruch (weltweiter Verkauf: über vier Millionen Exemplare, davon ein Drittel in den USA) und wurde von den meisten Kritikern einhellig gelobt, auch Keith Richards von den Rolling Stones zeigte sich im Interview von der Band angetan. Das Album schaffte es auf Anhieb auf Platz 1 der UK-Charts und erreichte Platz 6 der Billboard Album Charts in den USA. Die erste Single-Auskopplung Seven Nation Army wurde ihr bekanntester Song. Im selben Jahr erhielt die Band zwei Grammys in den Kategorien „Best Alternative Music Album“ (für Elephant) und „Best Rock Song“ (für Seven Nation Army). Am 22. November 2004 erschien mit Under Blackpool Lights eine Live-DVD der besonderen Art: Der Konzertfilm wurde komplett im Super-8-Format gefilmt.
Das im Juni 2005 veröffentlichte Album Get Behind Me Satan, das innerhalb von nur 10 Tagen in Jack Whites eigenen Third Man Studios in Detroit aufgenommen worden war, brachte einige Veränderungen mit sich: Waren die Vorgängeralben sehr von der E-Gitarre geprägt, so tritt diese auf Get Behind Me Satan völlig in den Hintergrund. In der musikalischen Begleitung dominieren jetzt akustische Gitarre und Klavier. In einem Song kam sogar ein Marimbaphon zum Einsatz. Ebenso auffällig ist Jack Whites Falsett-Gesang und die Verwendung neuer Perkussion-Elemente. Im Februar 2006 erhielten die White Stripes für Get Behind Me Satan erneut einen Grammy in der Kategorie „Best Alternative Music Album“.

### 2007: Letzte Jahre
2007 veröffentlichten die White Stripes ihr sechstes Studioalbum Icky Thump, mit dem sich die Band wieder ihrem früheren, durch Punk, Garage-Rock und Blues beeinflussten Stil zuwandte. Mit drei Wochen Aufnahmedauer war es das bis dahin aufwändigste Album der Band. Es ist auch das erste White-Stripes-Album, auf dem ein gleichnamiges Lied enthalten ist. Die Veröffentlichung des Albums wurde durch eine Europa- und Nordamerika-Tournee unterstützt.
Im September 2009 wurde die Live-Dokumentation Under Great White Northern Lights beim Toronto International Film Festival präsentiert. Der Film zeigt die Kanada-Tour der Band aus dem Sommer 2007 und wurde im März 2010 gleichzeitig mit dem gleichnamigen Live-Album als DVD veröffentlicht.
Am 2. Februar 2011 gaben die White Stripes ihre Auflösung bekannt.

## Musikstil
Die überwiegend von Jack White komponierte Musik ist eine Mischung aus Rock, Punk, Indie, Blues und Folk. Die White Stripes werden häufig mit Bands wie den Yardbirds und Led Zeppelin oder mit Jimi Hendrix verglichen. Als größte Einflüsse bezeichnet Jack White vor allem Bluesmusiker und Songwriter aus der Vergangenheit, wie etwa Blind Willie McTell oder Robert Johnson. Außerdem nennt Jack White oft die Flat Duo Jets oder Billy Childish als Inspirationsquelle. Auffallend sind auch die häufigen Cover von Son House (John the Revelator, Death Letter), wie auch von Bob Dylan (Isis, Lovesick, One More Cup of Coffee for the Road). Die White Stripes gehören weiterhin zu den wenigen Musikern, die Captain Beefheart gecovert haben.

## Liveauftritte
The White Stripes spielten ab 2000 ohne Setlist, so waren ihre Auftritte von Improvisation und Individualität geprägt. 
Am 16. Juli 2007 spielten die White Stripes das kürzeste Konzert der Welt, ein sogenanntes One-Note Concert. Jack und Meg spielten tatsächlich nur eine Note (E) und verließen die Bühne. Die Fans waren zuvor gewarnt worden, dennoch kamen mehrere hundert Menschen.

## Filmauftritte
Die White Stripes sind in einer Episode in Jim Jarmuschs Coffee and Cigarettes (2003) zu sehen. In der Simpsons-Folge Jazzy and the Pussycats (Staffel 18, Folge 2; Deutsche Erstausstrahlung am 9. September 2007) haben The White Stripes einen Gastauftritt mit ihrem Song The Hardest Button to Button, dessen Video in der Folge parodiert wird. Sie treffen dabei auf Bart Simpson. Davis Guggenheims Film It Might Get Loud (2009) beschäftigt sich neben dem U2-Gitarristen The Edge und dem Led-Zeppelin-Gitarristen Jimmy Page auch mit den White Stripes.

## Trivia
Der Hauptriff des Lieds Seven Nation Army ist besonders während und nach der WM 2006 unter den italienischen Fans sehr populär geworden und wird nun in ganz Europa bei Sportveranstaltungen und Musikfestivals von Fans gesungen. Es wurde unter anderem als Einmarschmusik bei der Fußball-Europameisterschaft 2008 verwendet. Von 2011 bis 2019 war es das „Torlied“ des FC Bayern München. Unter anderem war es das auch beim österreichischen Fußballklub SK Rapid Wien bis zur Saison 09/10. Auch der dreimalige PDC-Darts-Weltmeister Michael van Gerwen verwendet das Lied als Einlaufmusik.

## Diskografie
Studioalben

| Jahr | Titel Musiklabel                                   | Höchstplatzierung, Gesamtwochen, AuszeichnungChartplatzierungen (Jahr, Titel, Musiklabel, Platzierungen, Wochen, Auszeichnungen, Anmerkungen) | Höchstplatzierung, Gesamtwochen, AuszeichnungChartplatzierungen (Jahr, Titel, Musiklabel, Platzierungen, Wochen, Auszeichnungen, Anmerkungen) | Höchstplatzierung, Gesamtwochen, AuszeichnungChartplatzierungen (Jahr, Titel, Musiklabel, Platzierungen, Wochen, Auszeichnungen, Anmerkungen) | Höchstplatzierung, Gesamtwochen, AuszeichnungChartplatzierungen (Jahr, Titel, Musiklabel, Platzierungen, Wochen, Auszeichnungen, Anmerkungen) | Höchstplatzierung, Gesamtwochen, AuszeichnungChartplatzierungen (Jahr, Titel, Musiklabel, Platzierungen, Wochen, Auszeichnungen, Anmerkungen) | Anmerkungen                                               |
| Jahr | Titel Musiklabel                                   | DE | AT | CH | UK | US | Anmerkungen                                               |
| ---- | -------------------------------------------------- | --- | --- | --- | --- | --- | --------------------------------------------------------- |
| 1999 | The White Stripes Sympathy for the Record Industry | — | — | — | UK— GoldUK | — | Erstveröffentlichung: 15. Juni 1999 Verkäufe: + 435.000   |
| 2000 | De Stijl Sympathy for the Record Industry          | — | — | — | UK— GoldUK | — | Erstveröffentlichung: 20. Juni 2000 Verkäufe: + 466.000   |
| 2001 | White Blood Cells Sympathy for the Record Industry | DE57 a (1 Wo.)DE | — | — | UK55 Platin · (39 Wo.)UK | US61 Platin · (53 Wo.)US | Erstveröffentlichung: 3. Juli 2001 Verkäufe: + 1.529.000  |
| 2003 | Elephant Third Man Records • XL Recordings         | DE19 b Platin · (46 Wo.)DE | AT39 (11 Wo.)AT | CH29 (23 Wo.)CH | UK1 ×4Vierfachplatin · (55 Wo.)UK | US6 Platin · (58 Wo.)US | Erstveröffentlichung: 19. März 2003 Verkäufe: + 4.825.000 |
| 2005 | Get Behind Me Satan XL Recordings                  | DE5 (16 Wo.)DE | AT12 (19 Wo.)AT | CH8 (14 Wo.)CH | UK3 Platin · (33 Wo.)UK | US3 Gold · (33 Wo.)US | Erstveröffentlichung: 1. Juni 2005 Verkäufe: + 1.430.000  |
| 2007 | Icky Thump Third Man Records • XL Recordings       | DE4 (10 Wo.)DE | AT5 (13 Wo.)AT | CH5 (12 Wo.)CH | UK1 Gold · (16 Wo.)UK | US2 Gold · (32 Wo.)US | Erstveröffentlichung: 15. Juni 2007 Verkäufe: + 1.043.500 |